# Ukon Takayama
Ukon Takayama (jap. 高山右近 Takayama Ukon; ur. 1552 w Toyono (prefektura Osaka w Japonii), zm. 4 lutego 1615 w Manili na Filipinach) – japoński męczennik oraz błogosławiony Kościoła katolickiego.

## Życiorys
W 1564 mając 12 lat razem z ojcem Takayamą Tomoteru nawrócił się na katolicyzm i na chrzcie otrzymał imię Justyn. W okresie wojny domowej w Japonii prowadził negocjacje pokojowe, dążąc do minimalizacji ofiar i strat. Kiedy w 1587 jego zwierzchnik, sprawujący wówczas władzę w Japonii Hideyoshi Toyotomi, zażądał od niego porzucenia wiary, on odmówił, wybierając karę pozbawienia całej rodziny wszystkich posiadłości, tytułów oraz dochodów. 
Pozbawiony środków do życia, wraz z trzystu osobami, 8 listopada 1614 po długiej, pieszej podróży do Nagasaki przyjął wyrok cesarskich władz skazujący go na banicję. 21 grudnia dotarł do Manili, gdzie został przyjęty przez hiszpańskich jezuitów. Zmarł w opinii świętego i męczennika w wyniku wycieńczenia oraz choroby 4 lutego 1615, około czterdziestu dni po przybyciu do Manili, i tam też został pochowany z honorami wojskowymi w ceremoniale katolickim.

## Proces beatyfikacji
Pierwsze starania o jego beatyfikację rozpoczął Kościół filipiński już pod koniec XVII wieku, ale ze względów politycznych nie można było zdobyć niezbędnych dokumentów. Po raz drugi podjęto takie starania w 1965, ale z powodu błędów formalnych nie zakończyły się one pomyślnie.
Następnie Archidiecezja tokijska podjęła ponowną inicjatywę w celu wyniesienia go na ołtarze. Postulatorem procesu został o. Anton Witwer SJ. W październiku 2012 abp Leo Jun Ikenaga przesłał list do papieża Benedykta XVI z prośbą o postęp w drodze ku jego beatyfikacji. W 2015 złożono tzw. positio wymagane w dalszej procedurze jego beatyfikacji.
21 stycznia 2016 papież Franciszek zgodził się na promulgowanie dekretu o uznaniu go za męczennika. Został beatyfikowany 7 lutego 2017 w hali Osaka-jo w Osace przez prefekta Kongregacji Spraw Kanonizacyjnych kard. Angela Amato.

## Upamiętnienie
W 1962 japońska reżyserka Kinuyo Tanaka nakręciła film pt. Oginsama o jego życiu, w którym główną rolę zagrał Tatsuya Nakadai. Ponadto we Włoszech nakręcono film dokumentalny o jego życiu pt. Samuraj Ukon, droga miecza i droga krzyża.
We wsi Toyono, gdzie się urodził, działa dom kultury poświęcony jego pamięci. Mieszkańcy postawili przed nim w 2015 pomnik Ukona wraz z żoną. Również w Manili wzniesiono poświęcony mu posąg na placu Dilao. Ponadto w Takatsuki Shiroato Park w Osace znajduje się pomnik z jego postacią.
Powstała na jego cześć opera pt. Ukon Takayama – błogosławiony pan, miecz czy miłość?